# Singa theodori
Singa theodori är en spindelart som först beskrevs av Tord Tamerlan Teodor Thorell 1894.  Singa theodori ingår i släktet Singa och familjen hjulspindlar. Inga underarter finns listade i Catalogue of Life.